# 데이브 부시
데이브 토마스 부시(David Thomas Bush, KBO 등록명: 부시 1979년 11월 9일 ~ )는 미국의 야구 선수이자, 전 아메리칸 리그 토론토 블루제이스의 투수이자, 현 아메리칸 리그 보스턴 레드삭스의 투수코치이다. 아킬리노 로페즈의 대체 용병으로 SK 와이번스에 입단하게 된다. 2020년 보스턴 레드삭스의 투수 코치로 선임되었다.